# Los Bastardos (serie de televisión)
Precious Hearts Romances presents: Los Bastardos es una telenovela filipina producida por RSB Unit para ABS-CBN en 2018. Está basada en el libro Cardinal Bastards de Vanessa para Precious Hearts Romances.
Protagonizada por Jake Cuenca, Diego Loyzaga, Albie Casino, Marco Gumabao, Joshua Colet, y el primer actor Ronaldo Valdez. Cuenta además con las participaciones antagónicas de Isabel Rivas y Lito Pimentel.

## Elenco
- Ronaldo Valdez – Don Roman Cardinal, Sr.
- Jake Cuenca – Isagani Esperanza / Roman Cardinal, Jr.
- Diego Loyzaga – Joaquin Cardinal
- Albie Casiño – Lucas Aguilar / Lucas Cardinal
- Marco Gumabao – Matteo Silverio / Matteo Cardinal
- Joshua Colet – Connor Davide / Connor Cardinal
- Kylie Verzosa – Dulce Silverio
- Maxine Medina – Isay
- Ritz Azul – Diane
- Mary Joy Apostol – Carolyn
- Jane Oineza – Gigi
- Mica Javier – Lupita
- Isabel Rivas – Alba Santillan
- Rosanna Roces – Irma Esperanza
- Efren Reyes, Jr. – Bert Esperanza
- Ana Abad Santos – Sita Aguilar
- Joyce Ann Burton – Madeleine de Silverio
- Lito Pimentel – Menandro Silverio
- Jeffrey Santos – Fausto Davide
- Perla Bautista – Marta
- Alvin Anson – Mr. Chan
- Cristine Reyes – Soledad de Jesus-Cardinal
- Geoff Eigenmann – Roman Cardinal (joven)
- Roxanne Barcelo – Alba Santillan (joven)
- Danita Paner – Pilar
- Mara Lopez – Sita Aguilar (joven)
- Cindy Miranda – Madeleine de Silverio (joven)
- Katya Santos – Irma de Esperanza (joven)
- Alex Medina – Bert Esperanza (joven)
- Angelo Ilagan – Menandro Silverio (joven)
- Alex Castro – Fausto Davide (joven)
- Ezekiel Torres – Connor Cardinal (niño)
- Dante Rivero – Don Ismael Cardinal